# Centre Le Corbusier
Das Heidi Weber Museum – Centre Le Corbusier, neu Pavillon Le Corbusier, ist das letzte vom Architekten Le Corbusier entworfene Gebäude, das er selbst als La Maison d’Homme (dt. «Das Mensch-Haus») bezeichnet hatte. Fertiggestellt wurde es von Jean Prouvé. Der Gartenarchitekt Pierre Zbinden gestaltete die Umgebung. Initiantin, Finanzgeberin und Bauherrin des in den 1960er-Jahren entstandenen Künstlerhauses war Heidi Weber. Mit dem Bau erfüllte sich ihre Vision, als Gesamtkunstwerk das bildnerische Œuvre des Künstlerarchitekten in einem von ihm selbst entworfenen Ausstellungspavillon einer breiten Öffentlichkeit präsentieren zu können. Von 1967 bis 2014 wurde das Haus von ihr als Privatmuseum geleitet. Seit 2019 führt und bespielt das Museum für Gestaltung Zürich den Pavillon im Auftrag der Stadt Zürich über die Sommermonate als öffentliches Museum. Der Bau ist Le Corbusiers einziges in der deutschsprachigen Schweiz realisiertes Haus sowie – auf Heidi Webers ausdrücklichen Wunsch hin – sein einziges aus Stahl und Glas. Es befindet sich in Zürich, an der Höschgasse, zwischen dem Hafen Riesbach und Zürichhorn.
Das heute unbestrittene Baudenkmal ist integral denkmalgeschützt. Mit der KGS-Nr. 10053 wurde das Künstlerhaus in der Schweiz als Kulturgut von nationaler Bedeutung registriert.

## Entstehungsgeschichte

### Sinn und Zweck des Bauwerks

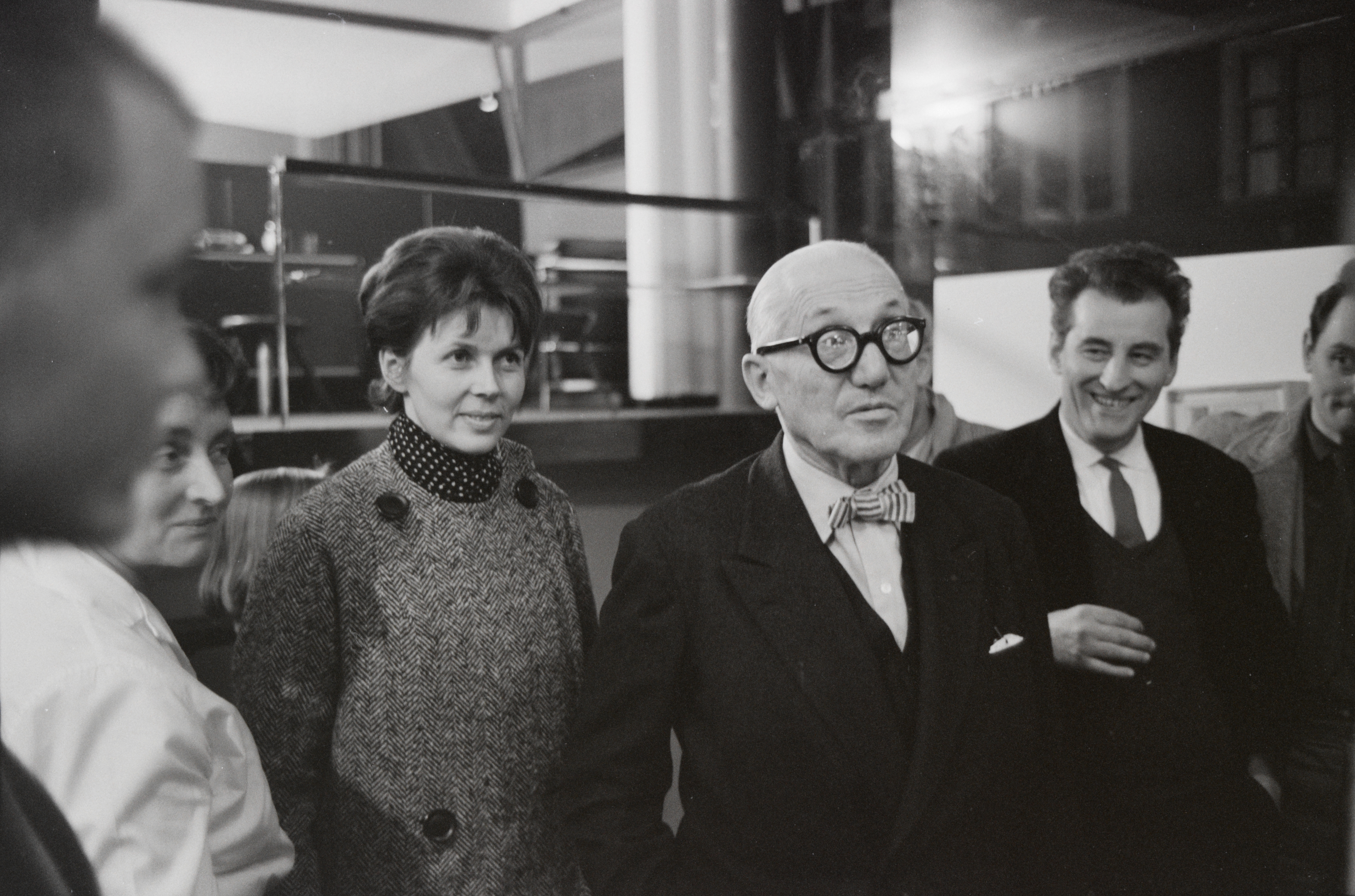
Heidi Weber und Le Corbusier in der Galerie Mezzanin, Neumarkt 28 in Zürich, 1. November 1961, Foto: Comet Photo AG, ETH-Bibliothek Zürich

Heidi Weber im Damensessel LC3, Foto: Comet Photo AG, ETH-Bibliothek, Zürich

Anlässlich der Ausstellungseröffnung Le Corbusier – Architektur, Malerei, Plastik im Kunsthaus Zürich vom 5. Juni 1957 entdeckte die Innenarchitektin und Galeristin Heidi Weber das damals noch wenig bekannte bildnerische Werk des Architekten Le Corbusier für sich. Der Zürcher Architekt Willy Boesiger vermittelte ihr 1958 einen ersten Kontakt zum weltberühmten Künstler. Fortan realisierte Weber in ihrer Galerie Mezzanin am Neumarkt 28 jährlich zwei bis drei Ausstellungen mit dem facettenreichen Œuvre: Ölbilder, Aquarelle, Zeichnungen, Tapisserien und Skulpturen. Die Präsentationen wurden von Künstlerkatalogen begleitet. Die Innenarchitektin erhielt von Le Corbusier zudem die Rechte an vier seiner Sitzmöbel aus dem Jahr 1928 und startete eine Produktion der Sessel in Zürich. 1958 präsentierte sie in ihrer Galerie die ersten Stücke der Stahlrohrsitzmöbel. Deren Urheberschaft wird nach heutigen Erkenntnissen Le Corbusier, Pierre Jeanneret und Charlotte Perriand zugewiesen. Dank Heidi Webers Initiative, die Designer-Stühle neu zu fabrizieren, wurden diese alsbald weltweit bekannt und erlangten den Status eigentlicher Ikonen im Bereich der Designer-Möbel. Bereits im Jahr 1959 träumte sie von einem Haus, vom Architekten selbst entworfen, um darin das Gesamtkunstwerk des Universalgenies, wie sie Le Corbusier einstufte, für eine globale Vermittlung präsentieren zu können. 1960 erklärte sich Le Corbusier dazu bereit, für Heidi Weber die Pläne eines exemplarischen «Maison d’homme» zu zeichnen.

«Von Le Corbusier zunächst in Beton gedacht, wird das Künstlerhaus dank der Überzeugungskraft von Heidi Weber in einer zukunftsweisenden, demonstrativ vorfabrizierten Konstruktion aus verschraubten Winkelprofilen ausgeführt, die auf ein 1950 zum Patent angemeldetes System für die serienmässige Herstellung von Ferienhäusern zurückgeht.»

### Besonderheiten des Künstlerhauses

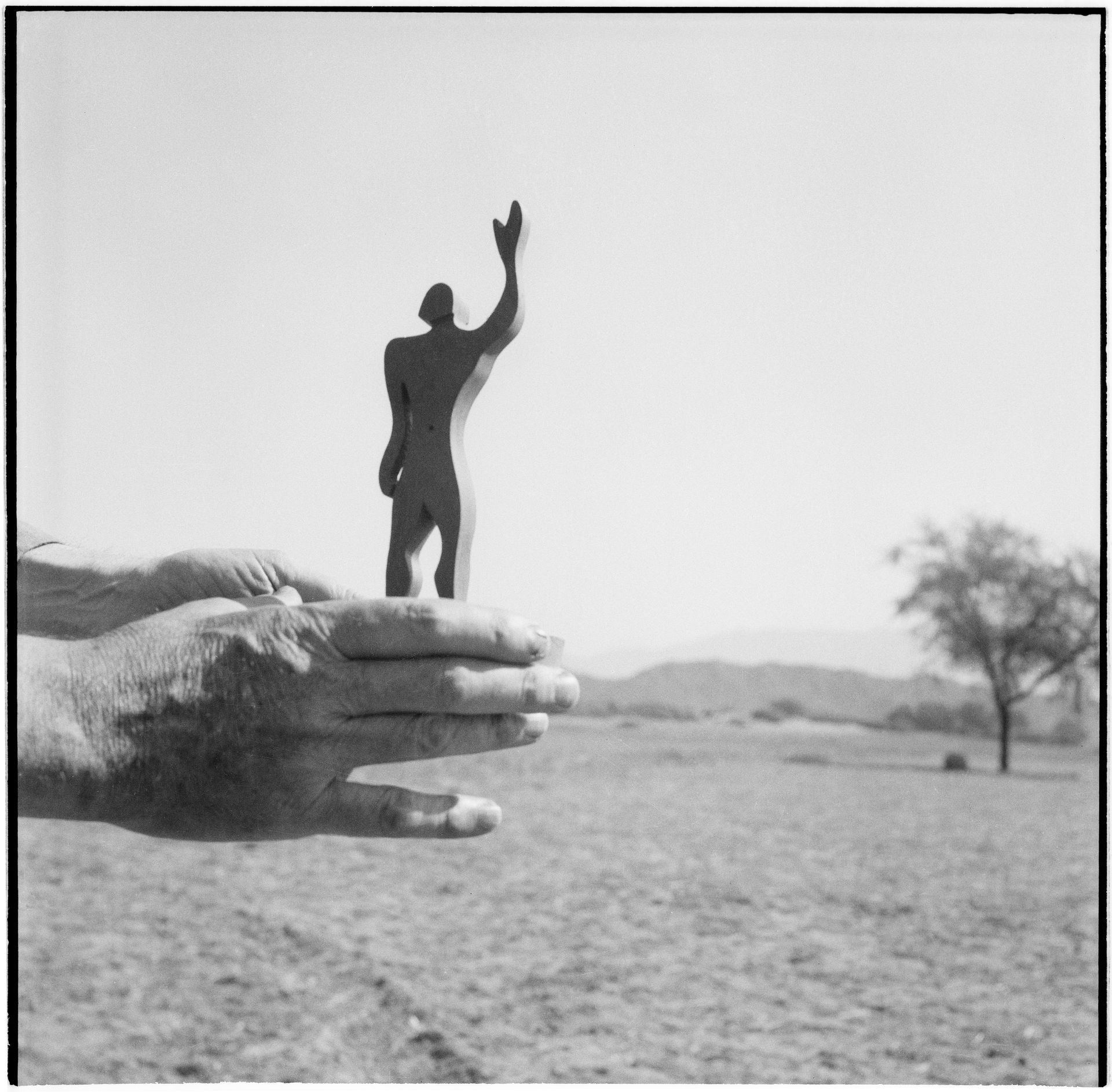
Le Corbusier hält Modulor in seiner rechten Hand. Foto: Pierre Jeanneret, Chandigarh 1951

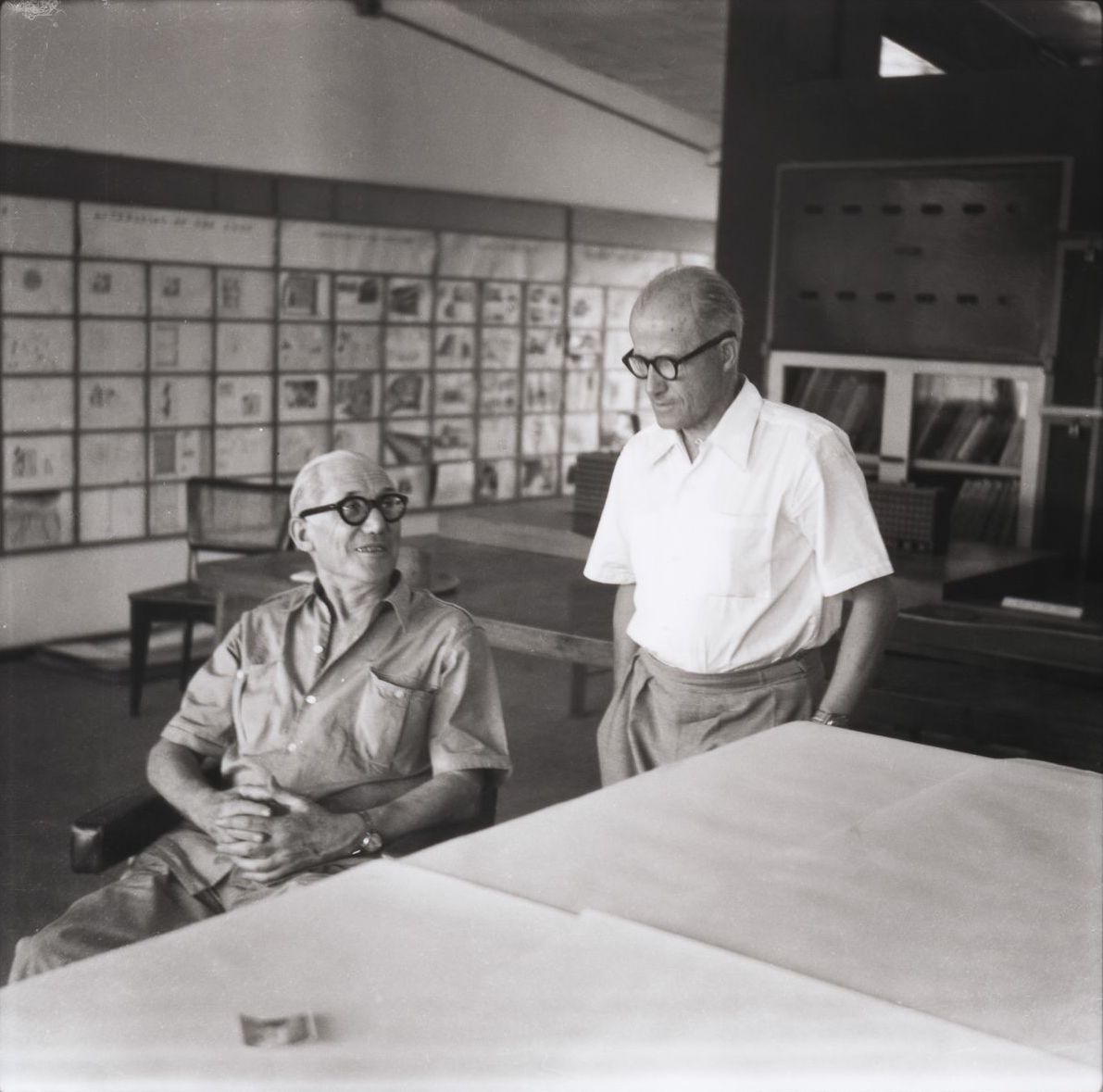
Le Corbusier und Pierre Jeanneret in Chandigarh, zwischen 1950 und 1957

Den ersten Entwürfen aus dem Jahr 1961 noch als Betonbau konzipiert, folgten im Jahr 1962 solche für ein Haus aus farbenfrohen Email-Paneelen, Stahl- und Glas-Elementen, wobei Le Corbuiser das von ihm entwickelte Proportionensystem Modulor anwandte. Damit versuchte er, ein am Mass des Menschen orientiertes mathematisches Ordnungsprinzip zu erstellen und in der Architektur umzusetzen. Das Ausstellungsgebäude steht für einen radikalen Stilwechsel. Laut der Selbsteinschätzung von Le Corbusier sollte das Haus das kühnste werden, das er in seinem Leben je gebaut hat.

### Architektonische Merkmale
Der Bau weckt Assoziationen mit einem Schiff, Flugzeug oder Tempel. Auf mehr als 600 Quadratmetern und über vier Geschosse hinweg gewährt das Ausstellungshaus unterschiedliche Ein-, Aus- und Durchblicke. Einen besonderen Akzent setzt das frei über dem eigentlichen Baukörper schwebende Dach, das die Besucher vor Sonne und Regen schützt und die Terrasse, die einen freien Blick auf den Zürichsee und das Zürichhorn erlaubt.

«Die schwebende Dachlandschaft ‹Parasol-Parapluie› wurde in Le Corbusiers letztem Bauprojekt erstmals realisiert.»

### Lage und Bau des Hauses
Das Centre Le Corbusier wurde von Weber auf öffentlichem Grund bei der Blatterwiese errichtet, einem beliebten Naherholungsgebiet direkt am Zürichsee. Die Stadt Zürich hatte ihr das Land für 50 Jahre im Baurecht abgetreten. Im Frühjahr 1964 war Baubeginn. Trotz zahlreicher Schwierigkeiten trieb sie die Arbeiten zügig voran. Wenige Wochen vor dem unerwarteten Tod von Le Corbusier drängte ihn Heidi Weber, die Ausführungspläne zu validieren. Durch Le Corbusiers Ableben kam das Projekt vorerst ins Stocken, für den Abschluss musste ein neues Projektteam aufgestellt werden. 1967 konnte die Bauherrin das Gebäude als Centre Le Corbusier – Heidi Weber Museum eröffnen. Ihre Vision, als Synthese der Künste ein Haus von und für Le Corbusier, sein Werk und Wirken, zu haben und bespielen zu können, erfüllte sich.

## Nutzung des Künstlerhauses durch Heidi Weber (1967–2014)

### Veranstaltungen
Im Inneren war bis Mai 2014 das Heidi Weber Museum – Centre Le Corbusier untergebracht, in dem die Innenarchitektin, Galeristin, Kunstsammlerin und Verlegerin Heidi Weber das Leben und Werk Le Corbusiers mit Objekten aus ihrer Privatsammlung mit Ausstellungen aus unterschiedlichen Perspektiven präsentierte. Die Gesamtheit aus Architektur, Inneneinrichtung, Möbeln, Gemälden und Skulpturen aus Webers Sammlung von Le Corbusiers Werken aus 50 Jahren vermittelte diesen als Universalgenie. Zudem fanden unter ihrer Federführung zahlreiche Symposien und Vortragszyklen statt.

### Ausstellungen
- 1967: Das letzte Gebäude von Le Corbusier, Einweihung und Eröffnung
- 1968: Le Corbusier – Ölgemälde
- 1968: Chandigarh
- 1969: Le Corbusier – Das lithografische Werk
- 1969: Das politische Plakat
- 1969: Neuer Städtebau
- 1969: Olivettis Bild
- 1969: Kinder sehen ihre Siedlung
- 1969: Mensch – Bau – Umwelt, bioklimatisches Testlabor von Dr. H. Lueder
- 1969: R. M. Schindler, Ausstellung der ETH Zürich
- 1970: Zürich – Diagnose und Therapie für eine Stadt
- 1970: Fernand Léger & Ideen für eine farbige Stadt (mit 20 Ölgemälden von Léger)
- 1970: Architektur als Konsumgut
- 1970: Der engagierte Fotograf, Concerned Photographers I, Gastkuratorin: Rosellina Burri-Bischof[20]
- 1971: Bauen für Gleichberechtigung
- 1971: Umwelt, Utopie und Realität
- 1972: Der öffentliche Transport – Die Chance für Zürich
- 1972: Architektur als Konsumgut
- 1972: De l’esquisse à l’oeuvre (vom Entwurf zum Meisterwerk)
- 1972: Gottlieb Duttweiler Institut Selbsthilfe-Organisation, (Le Corbusier Community Workshop / CoCo)
- 1977: Le Corbusier – Der Künstler
- 1977: Zürich entdeckt Le Corbusier
- 1977: Le Corbusier – Frauen
- 1985: Le Corbusier – Skulpturen
- 1986: Der unbekannte Le Corbusier
- 1987: Jubiläumsausstellung zum 100. Geburtstag eines Genies: Maler – Zeichner – Bildhauer – Dichter – Architekt, Freie Besichtigung für die Bevölkerung
- 1988: Le Corbusier – Der Künstler als Zeichner
- 1990: Le Corbusier – Wandnomaden Tapisserien
- ab 1990: Dauerhafte Sommer-Ausstellung Le Corbusier – Das grafische Werk
- 2008: Heidi Weber – 50 Jahre Le Corbusiers Botschafterin, Teil I
- 2009: Heidi Weber – 50 Jahre Le Corbusiers Botschafterin, Teil II
- 2010: Le Corbusier – Machines for Living, Furniture: a critical history

### Kunstpublikationen zu den Ausstellungen  (Auswahl)
- Aktuelle Sätze von Le Corbusier – über Architektur und Städteplanung, herausgegeben anlässlich seines 80. Geburtstages 6. Oktober 1967, Centre Le Corbusier, Heidi Weber, 1967.
- Peintures Le Corbusier. Centre Le Corbusier, Heidi Weber, 1968.
- Hartmut Grosshans, Walter Kugemann, Jürgen Ritter: Kinder sehen ihre Siedlung. Zeichenwettbewerb des Städtebauinstitut Nürnberg e. V. Ausstellung von 330 prämiierten Kinderzeichnungen, Forum für Umweltsfragen, Centre Le Corbusier, Heidi Weber, Zürich, Städtebauinstitut Nürnberg, 2. Auflage 1969.
- Architektur als Konsumgut : Konstruktionen und Objekte aus Papier, Hart Schaum. Erscheint zur Ausstellung: Zürich, Centre Le Corbusier, Sommer 1970.
- Le Corbusier – The Artist – works from the Heidi Weber collection, Edition Heidi Weber, Zürich 1988.
- Le Corbusier – Maler, Zeichner, Plastiker, Poet. Werke aus der Sammlung Heidi Weber, Erstausgabe: Edition Heidi Weber 1988, Birkhäuser, Basel 2004. ISBN 978-3-7643-7226-2.
- Le Corbusier, the graphic work, das grafische Werk, (Hrsg.) Heidi Weber Museum – Centre Le Corbusier, Edition Weber, Zürich 2004. ISBN 978-3-9522553-4-6.
- Vincent A. Masucci: Le Corbusier, machines for living – furniture – a critical history. Centre Le Corbusier Press, Zürich 2010. ISBN 978-3-00-030168-1.

### Aussenansichten

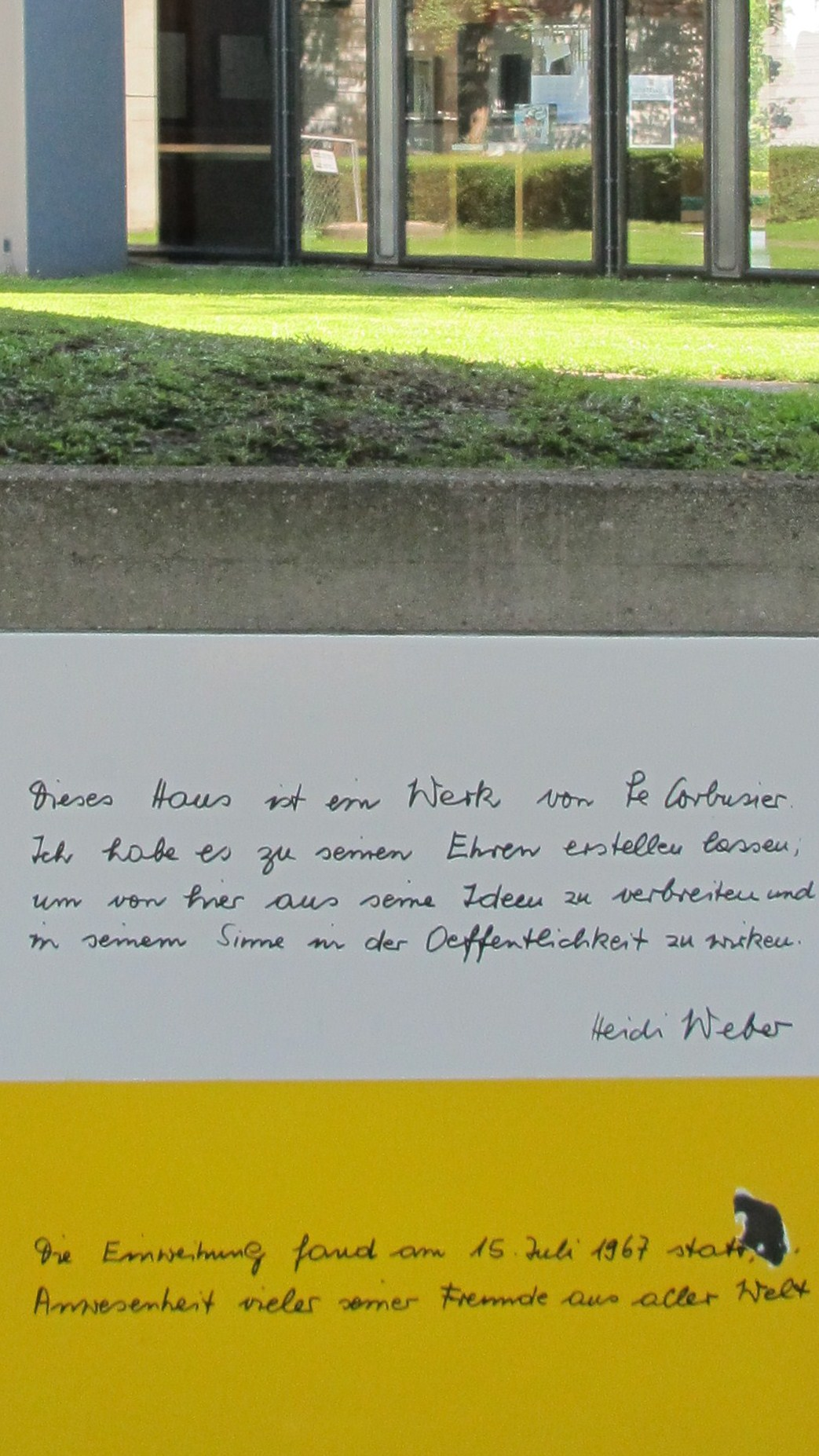
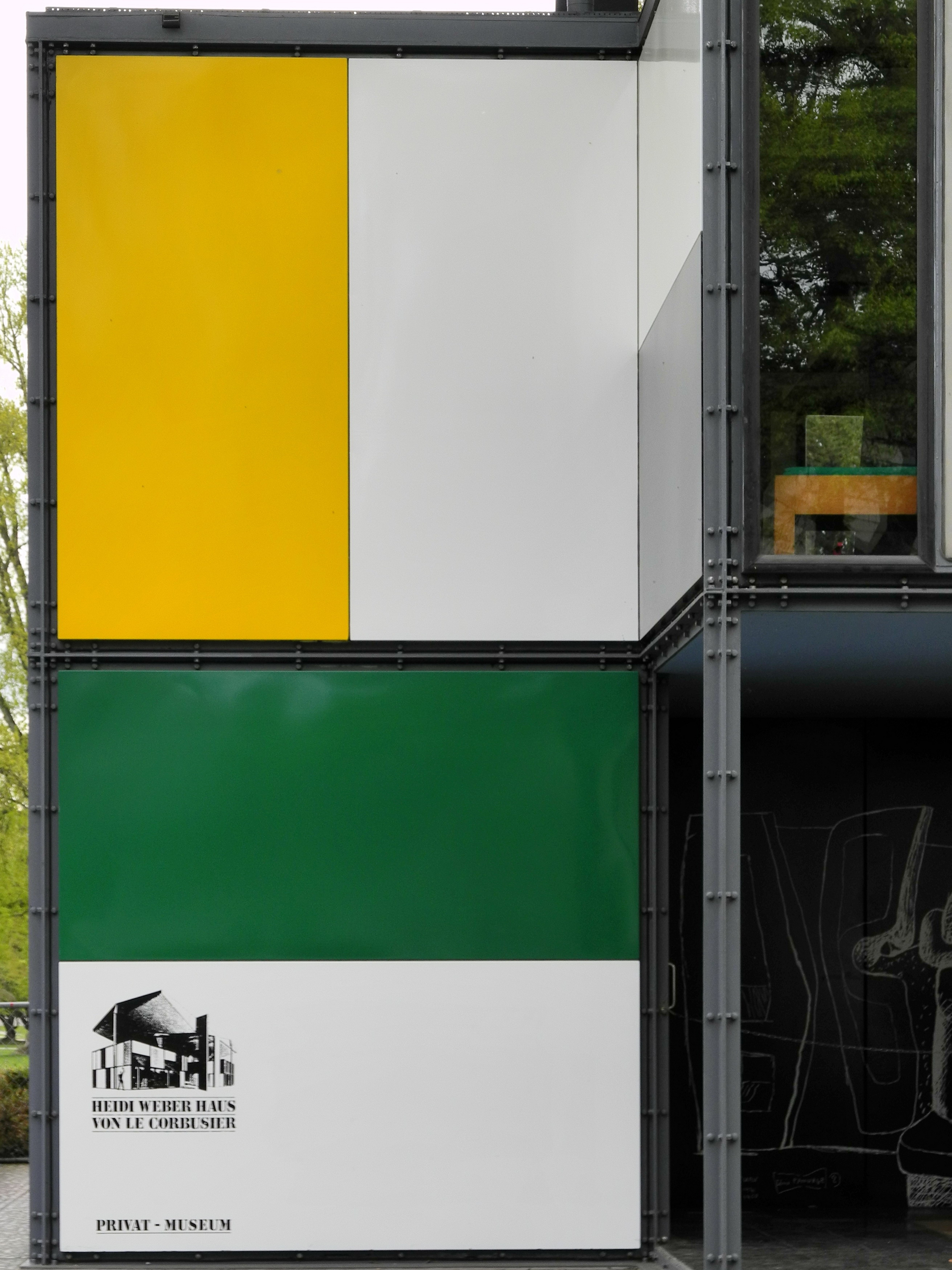
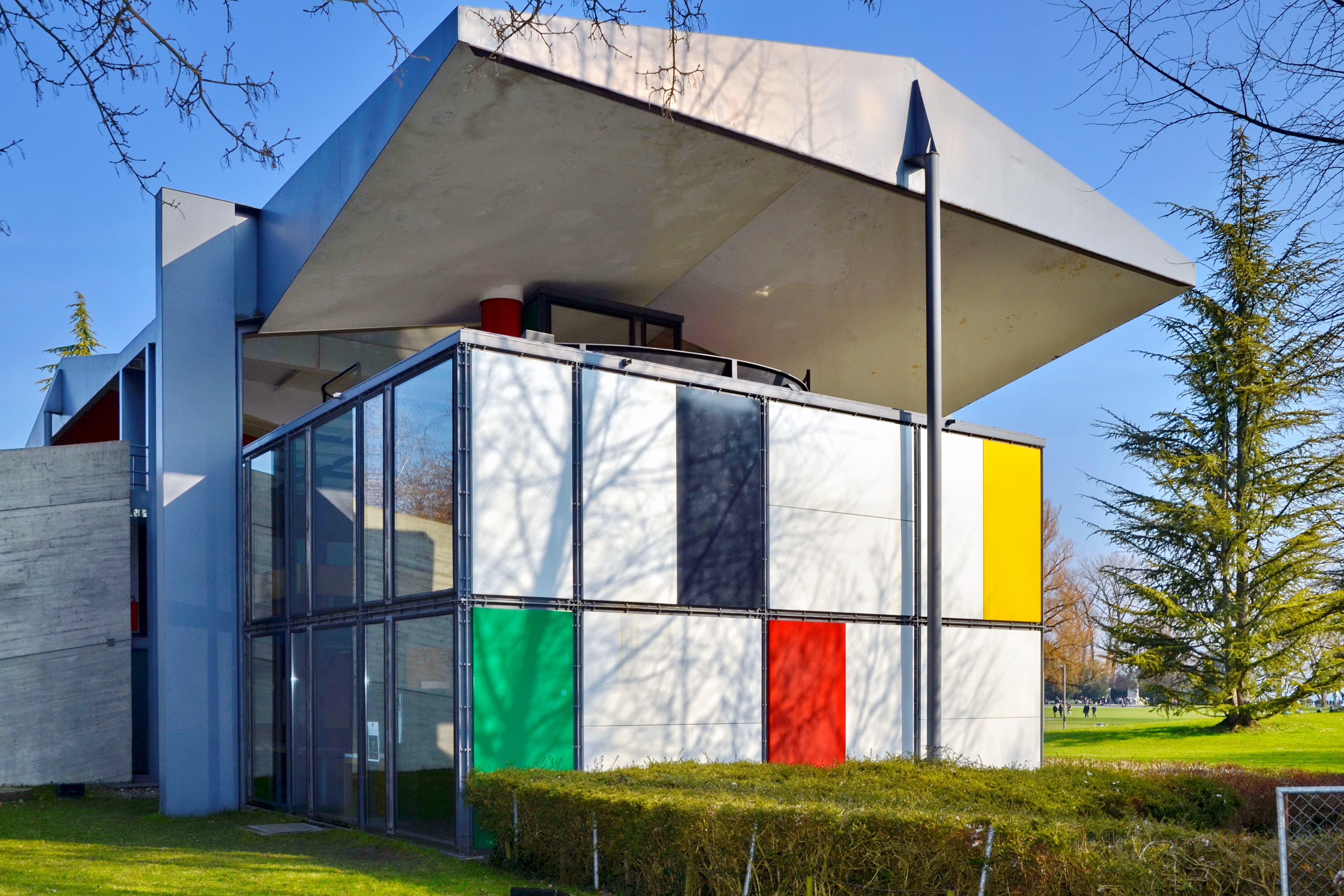
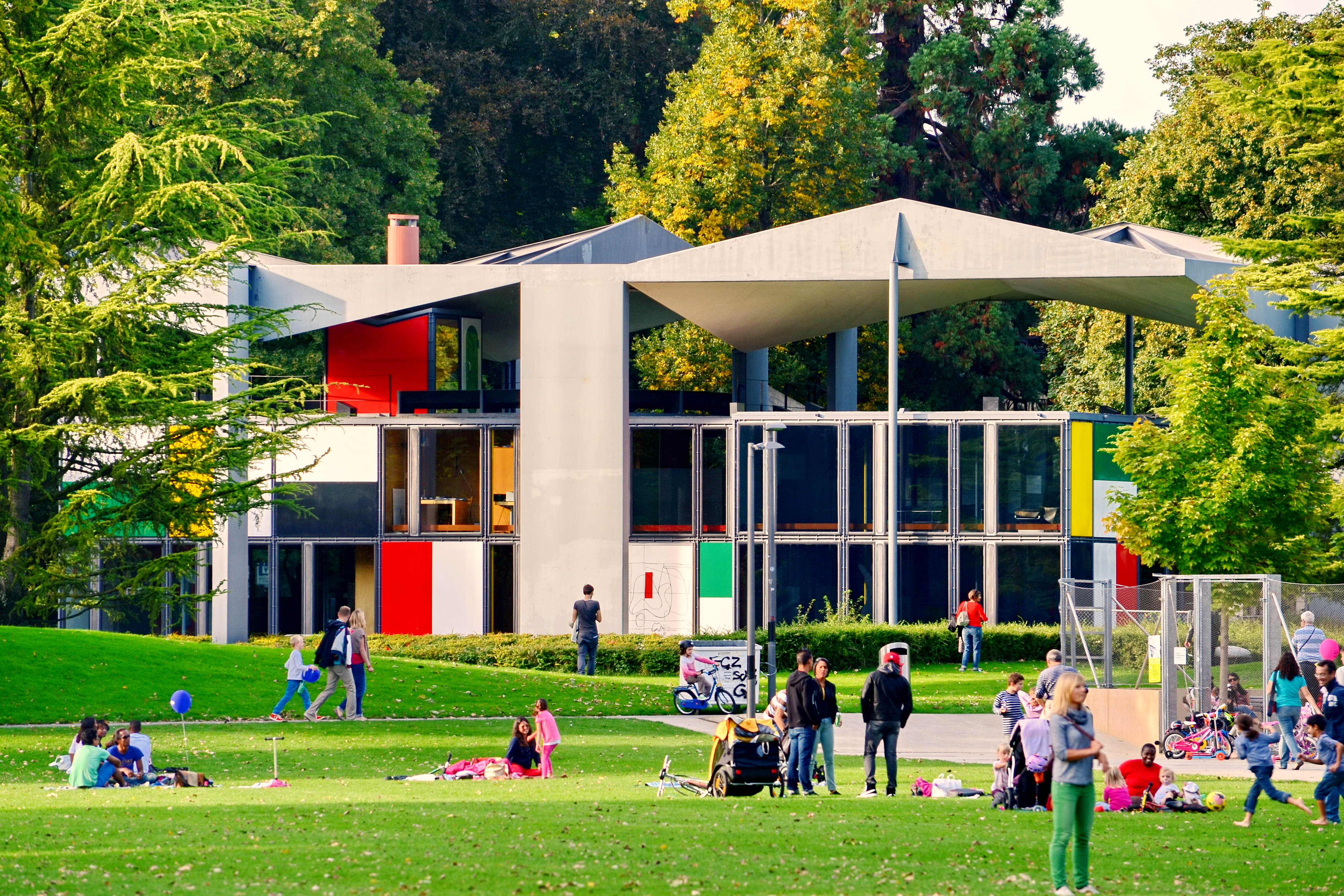
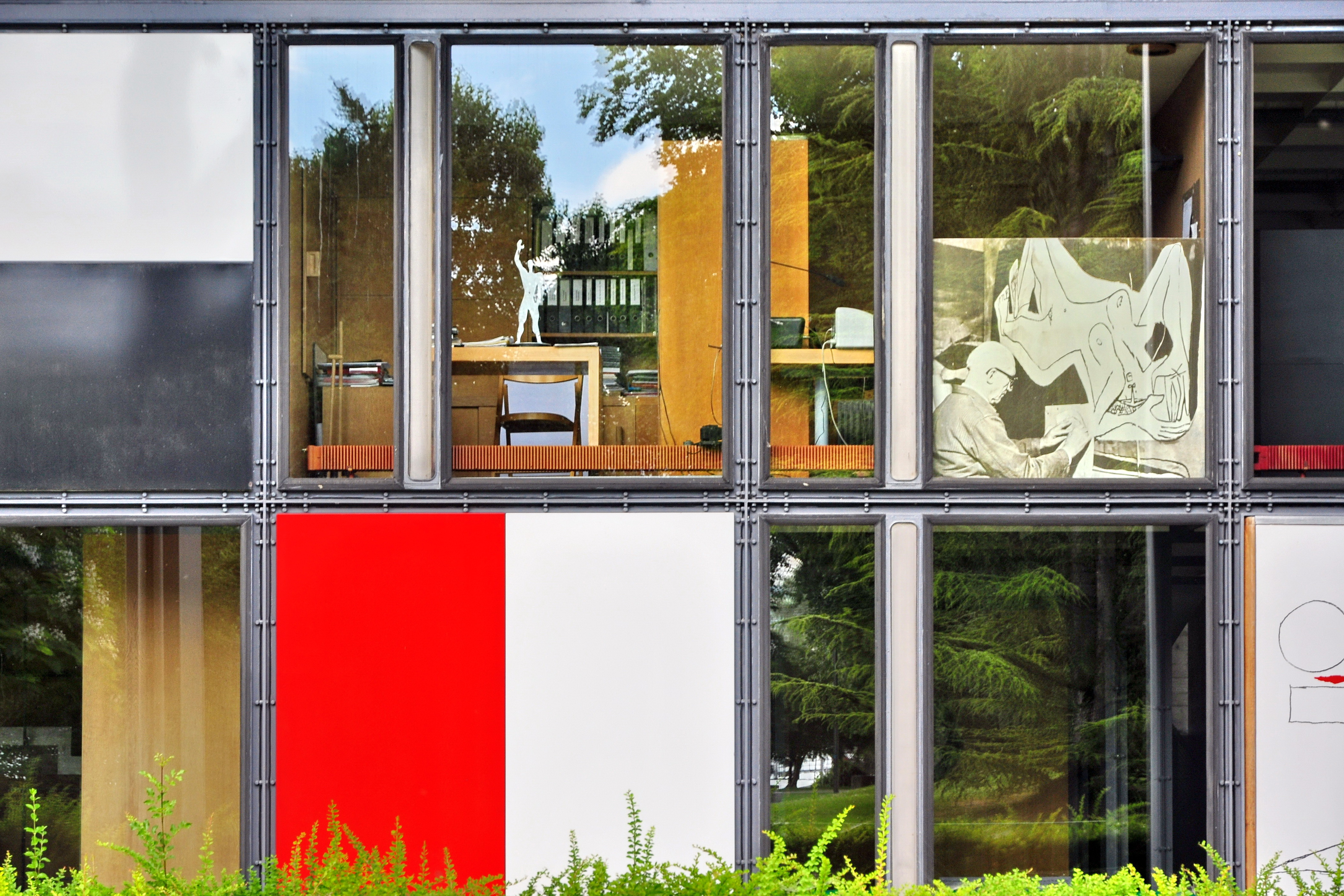
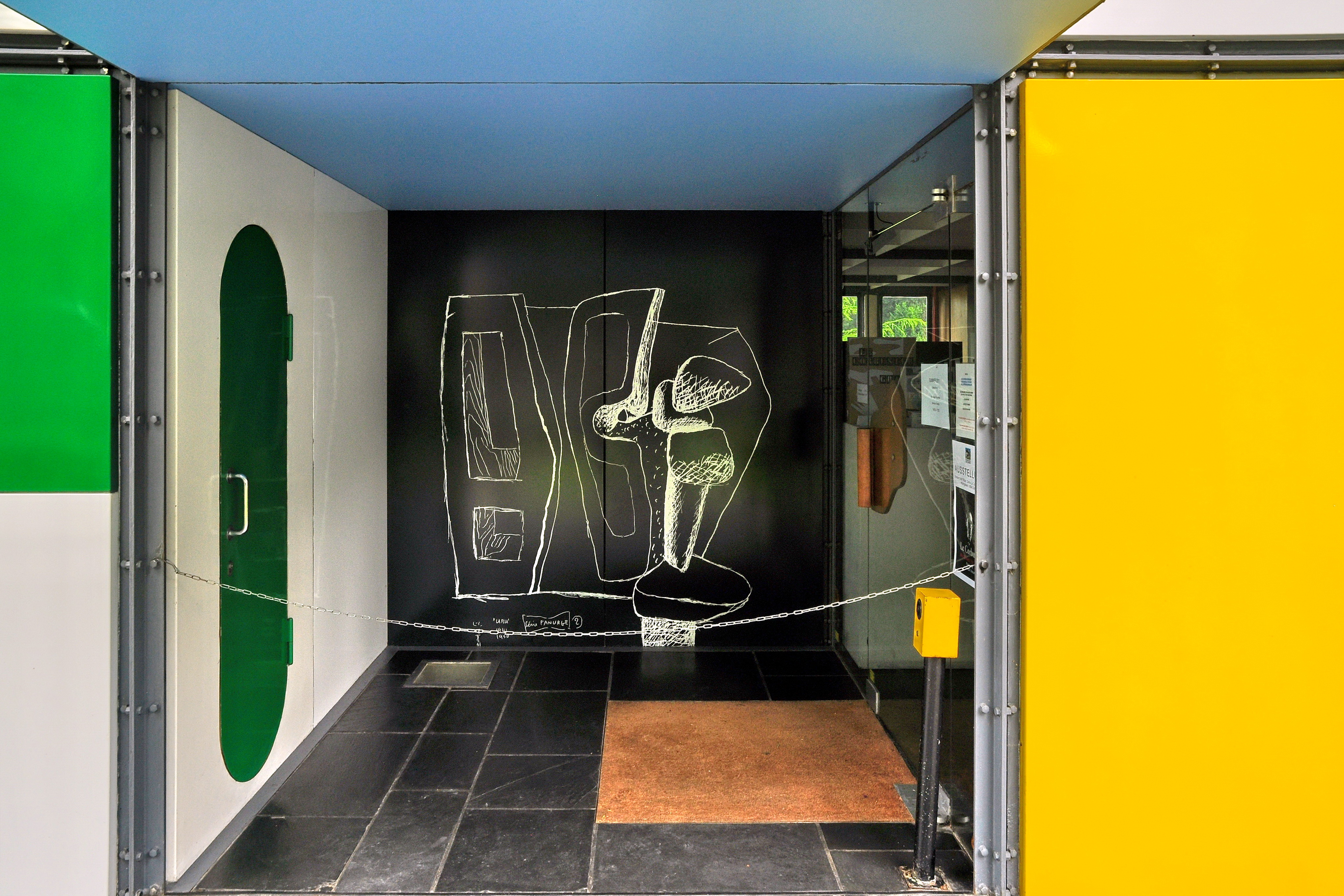
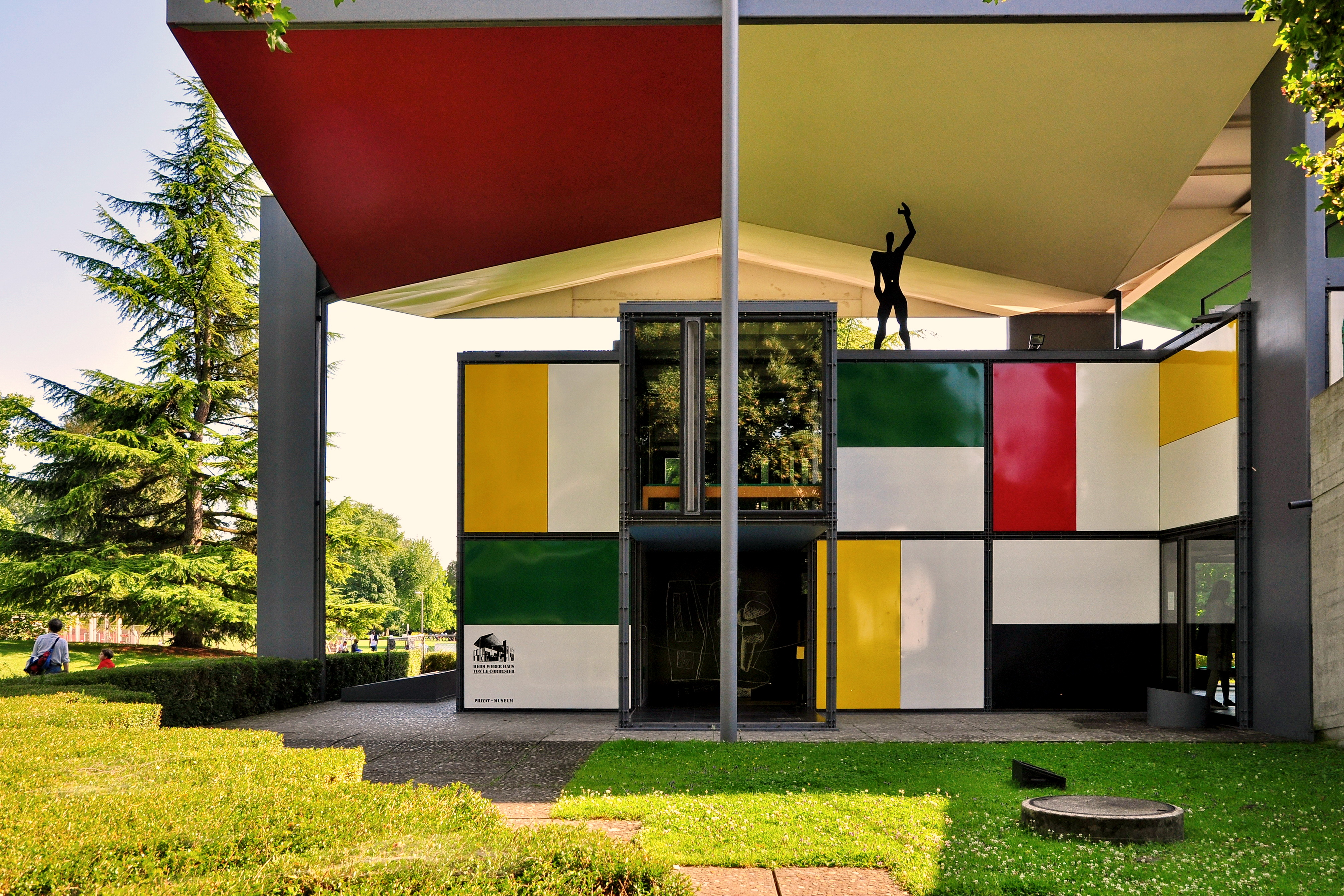
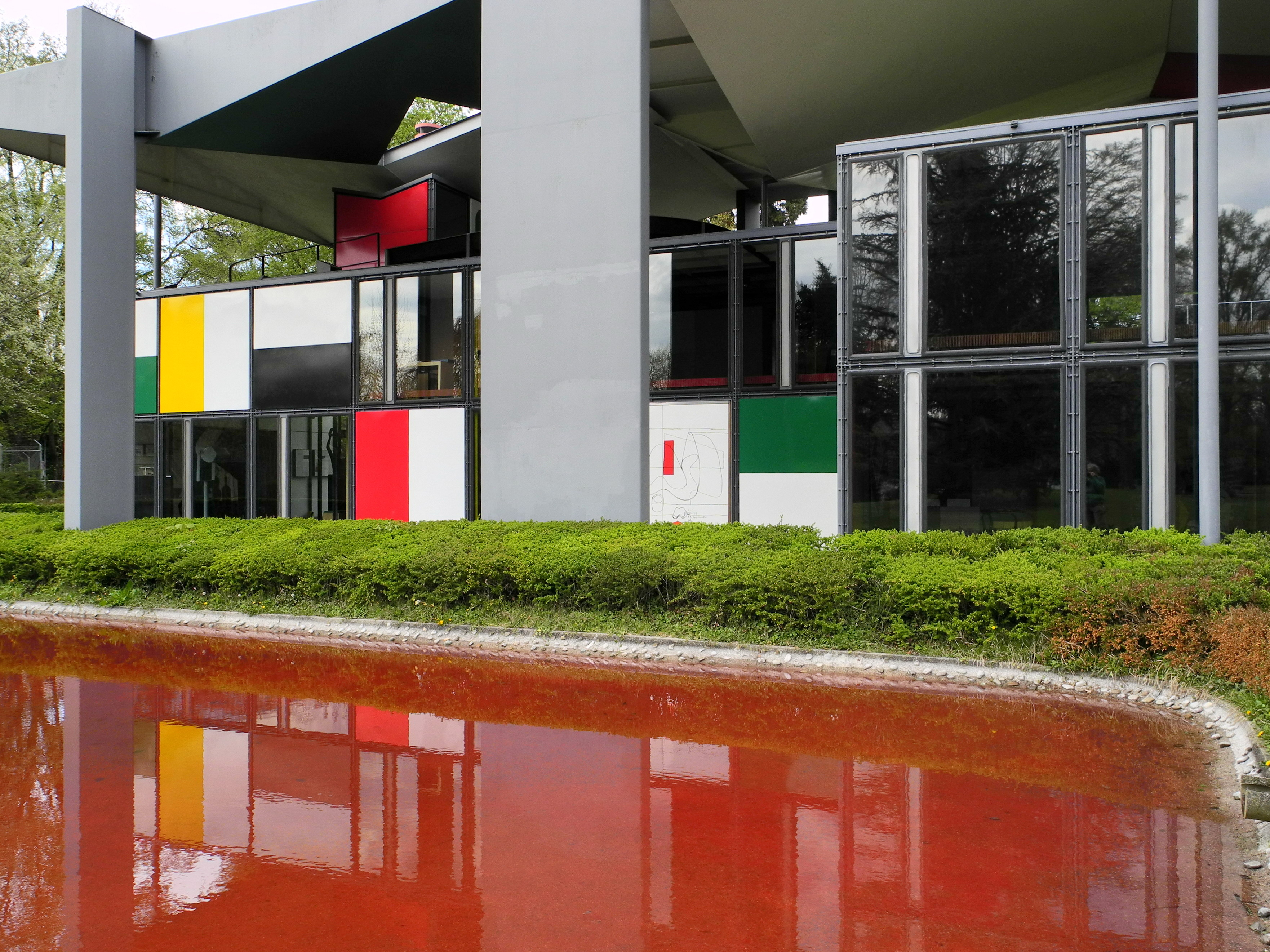
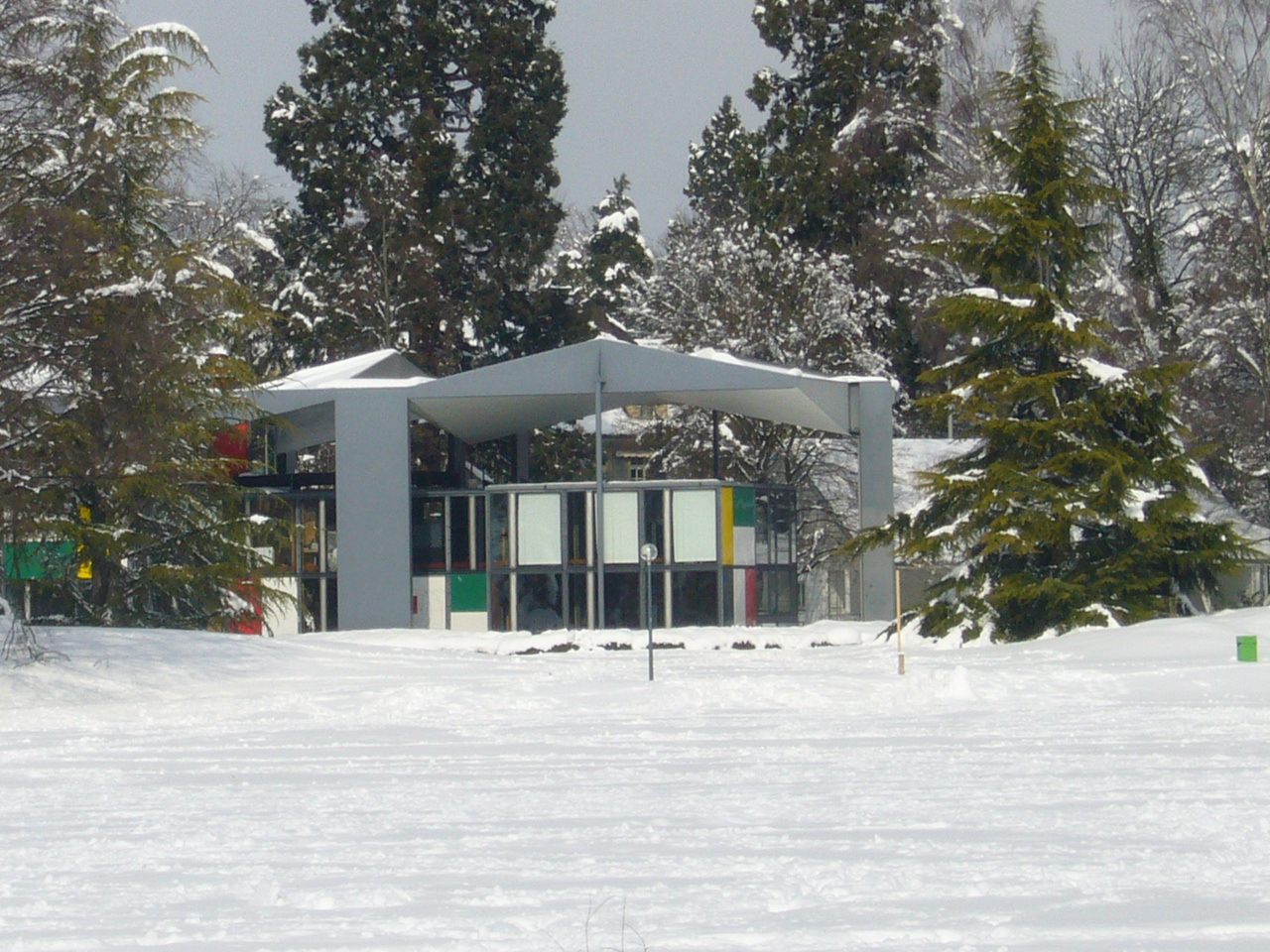

## FotogalerieHeidi Weber Museum – Centre le Corbusier

### Innenansichten

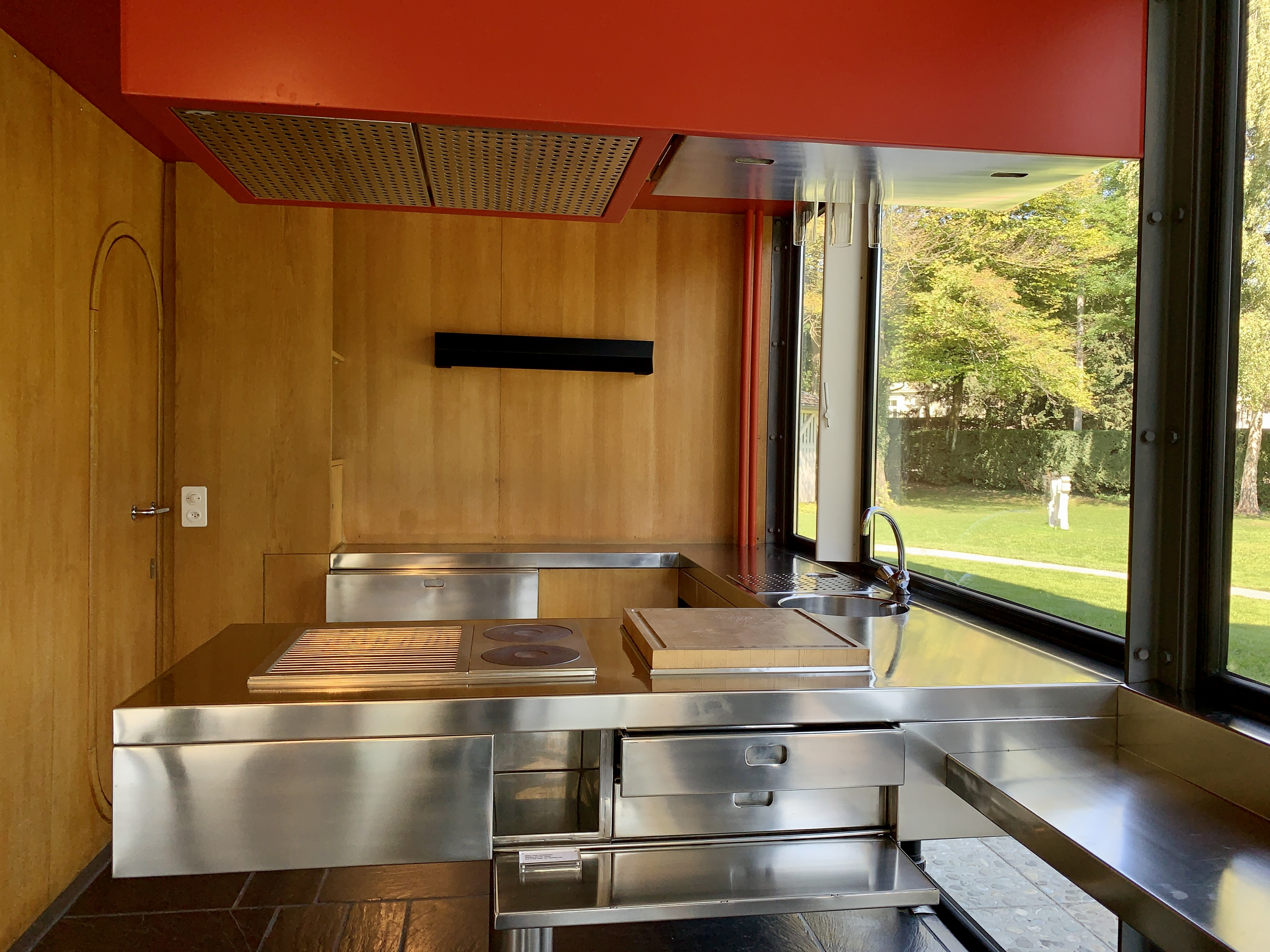
Küche
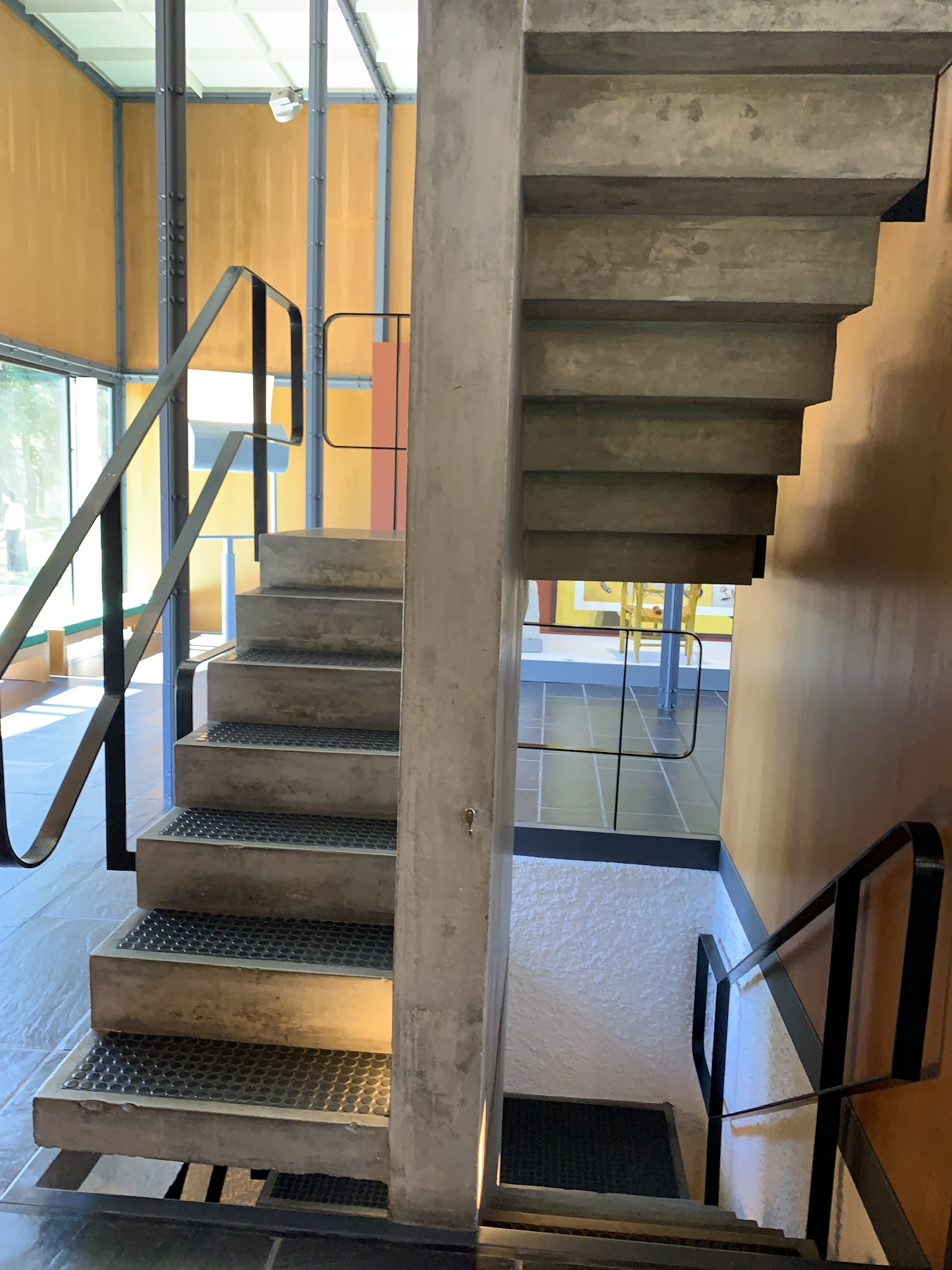
Treppe
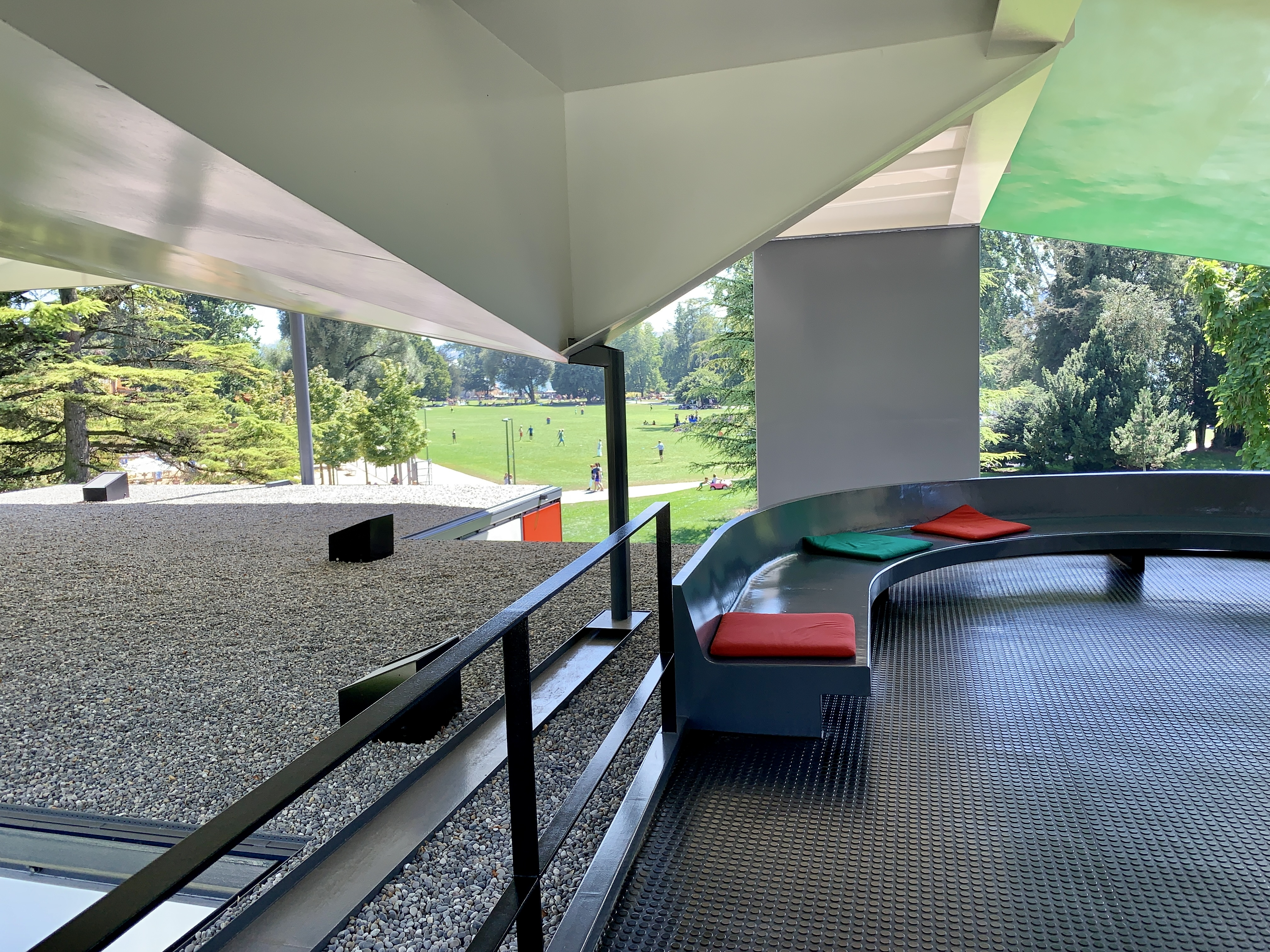
Dachterrasse

## Streitpunkte und Namensstreit
Mit dem Heimfall des Baurechts an die Stadt Zürich wurde diese nach Ablauf der 50-jährigen Nutzung durch Heidi Weber im Mai 2014 die Besitzerin des Künstlerhauses, nachdem Heidi Weber auf einen Rückbau oder eine Entschädigung, beides zugunsten einer von der Stadt zu gründenden Stiftung, verzichtet hatte. Im Mai 2016 zog Weber ihre Sammlung aus dem Haus ab. Grund war die Nichteinhaltung der Vereinbarungen durch die Stadt Zürich, wozu Weber am 28. Januar 2017 in einem offenen Brief an die Stadtpräsidentin Mauch ihre Sichtweise darlegte. Ein Streitpunkt war auch die bestehende Beschriftung Heidi Weber Haus von Le Corbusier. Die Stadt wollte für den öffentlichen Auftritt den Namen Pavillon Le Corbusier benutzen.

## Sanierung des architektonischen Juwels (2017–2019)
Unter der Leitung der Architekten Silvio Schmed und Arthur Rüegg wurde der Bau von Oktober 2017 bis Februar 2019 umfassend renoviert und instandgesetzt.
Bei der Bestandsaufnahme durch die Architekten zeigte sich ein enormer Sanierungsbedarf. Die Hülle des Bauwerks war nicht mehr dicht. Das betraf nicht nur das in Beton ausgeführte Untergeschoss, das im Grundwasser stand, sondern auch die verschraubte Stahlrahmenkonstruktion, in die die Glas- und Emailpaneele der Fassade eingesetzt sind. Während der Voruntersuchungen hatte sich zudem herausgestellt, dass die Anstriche der Stahlschirme des Daches extrem schadstoffbelastet waren. Die PCB-Werte lagen bis zu 250 Mal über den Grenzwerten. Die kontaminierten Flächen wurden daher im Unterdruck einer luftdichten Einhausung sandgestrahlt.
Die Bodenheizung hatte bereits 1982 unrettbar den Dienst eingestellt. Da die Heizkreise in den Beton eingegossen worden waren, war eine Reparatur nicht möglich. Um die originale Bausubstanz trotzdem so weit wie möglich zu erhalten, wurden die darüber verlegten originalen Bodenplatten aus Schiefer abgetragen und nach dem Einbau der neuen Bodenheizung mit der gleichen Sand-Zementmischung wieder eingegossen, die ursprünglich verwendet worden war.
Seit 2019 wird das Gebäude unter dem Namen Pavillon Le Corbusier als öffentliches Museum im Auftrag der Stadt Zürich vom Museum für Gestaltung Zürich geführt.

## Nutzung des Künstlerhauses durch das Museum für Gestaltung (seit 2019)

### Ausstellungen
- 2019: Mon univers, 11. Mai – 17. November 2019.[29]
- 2020: Le Corbusier und Zürich, 9. Juni – 29. November 2020.[30]
- 2021: Le Corbusier und die Farbe, 7. Mai – 28. November 2021[31]
- 2022: Architekturikonen neu gesehen, 29. April – 29. November 2022[32]
- 2023: Der Modulor – Mass und Proportion, 21. April – 26. November 2023[33]
- 2024: Lucien Hervé: Gebautes Licht, 3. Mai – 24. November 2024[34]

### Publikationen zu den Ausstellungen
- Bruno Maurer, Arthur Rüegg: Le Corbusier und Zürich. Museum für Gestaltung (Hrsg.), Zürich 2020. ISBN 978-3-907265-12-3.

## Film
- 1967: Centre Le Corbusier – 1967 – Das letzte Bauwerk von Le Corbusier, ein Dokumentarfilm von Fredi Murer und Jürg Gasser, Produktion Heidi Weber, mit Unterstützung des Bundesamtes für Kultur[35]

## Sonstiges

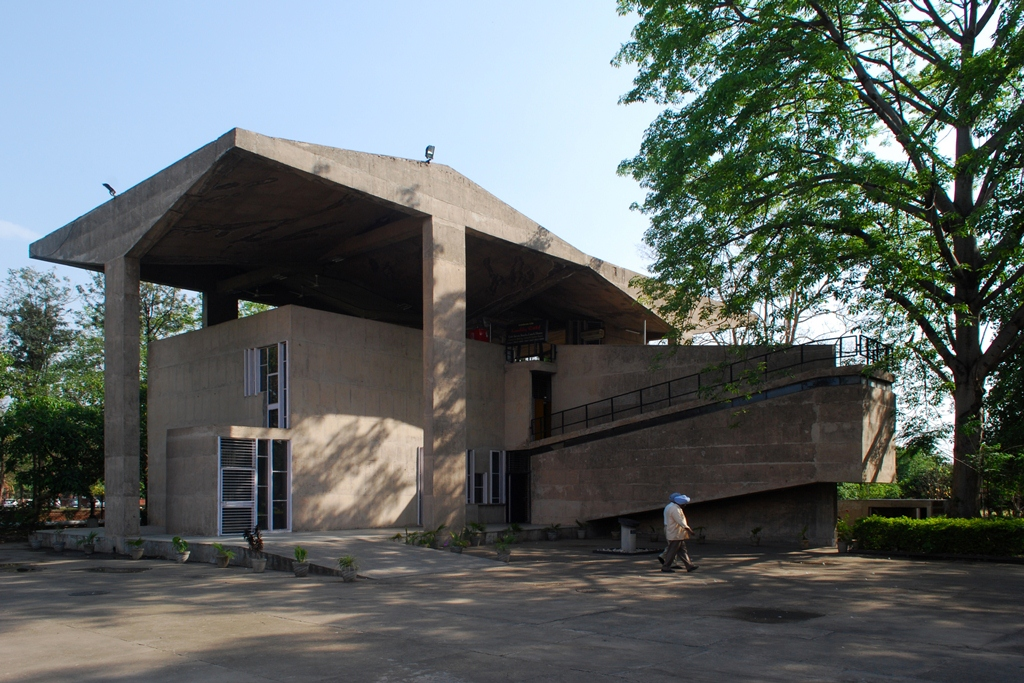
Architekturmuseum des Government Museum und Art Gallery in Chandigarh

1967 wurde in Chandigarh in Indien dasselbe Gebäude erstellt, jedoch wurde anstelle von Stahl und Glas Beton verwendet. Dieses als Architekturmuseum des Government Museum and Art Gallery genutzte Haus wurde von Le Corbusier und Pierre Jeanneret zusammen mit den assoziierten Architekten Manmohan Nath Sharma und Shiv Dutt Sharma (1960–1962) entworfen.